# Kartenspiel

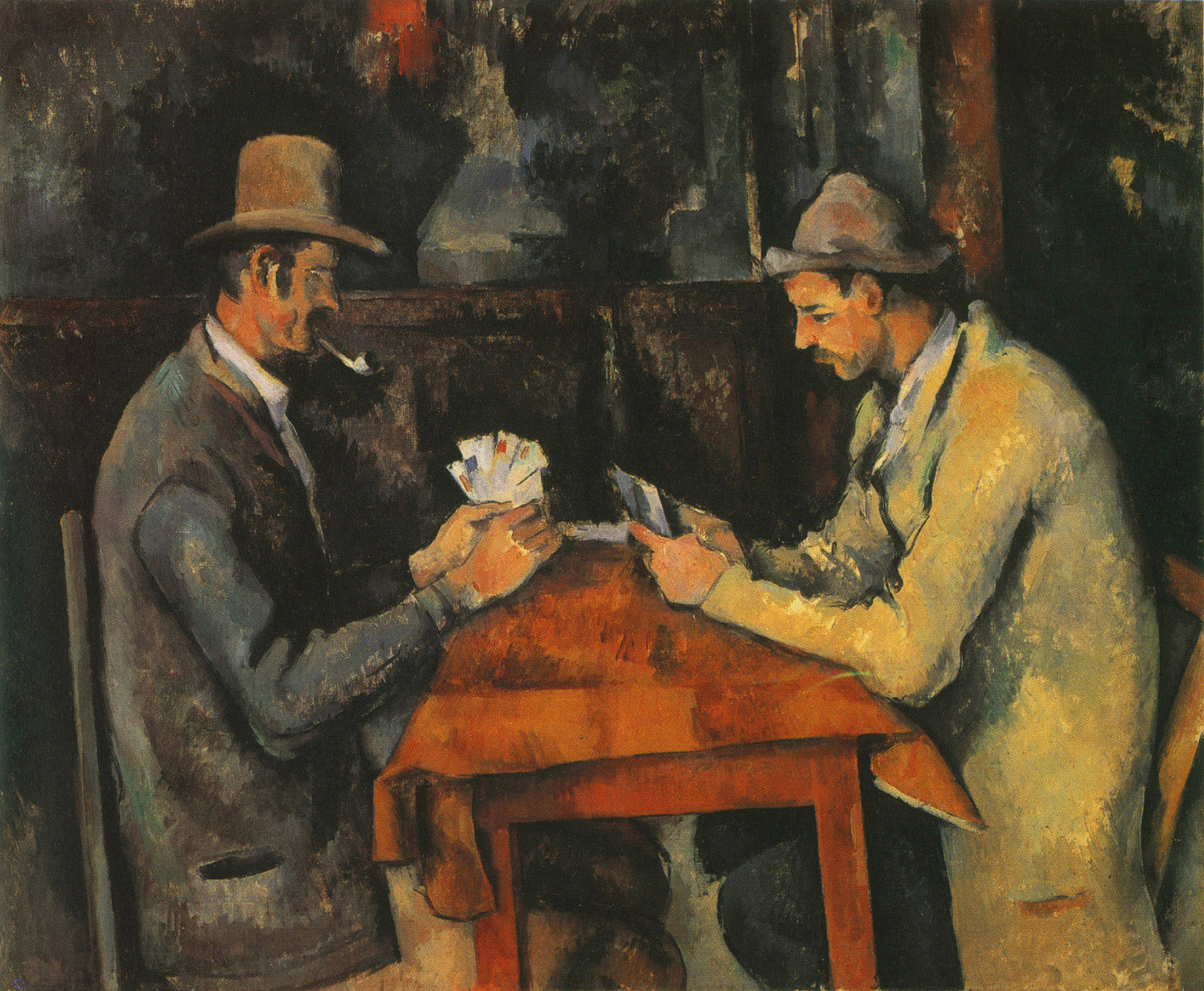
Paul Cézanne: Die Kartenspieler

Ein Kartenspiel ist ein Spiel, bei dem Spielkarten der wesentliche Bestandteil des Spielmaterials sind. Die Vielzahl unterschiedlicher Kartenspiele ergibt sich aus unterschiedlichen Kombinationen grundsätzlich ähnlicher Kartenspielregeln, aus unterschiedlichen Spielzielen und der Verwendung unterschiedlicher Spielkarten. Übersichten zu diesen Kartenspielen sind oft an einem dieser Kriterien ausgerichtet oder aber an der Herkunft (Region) des Spieles.
In puritanischen Kreisen wurde das Kartenspiel bis in das 20. Jahrhundert hinein als „Gebetbuch des Teufels“ bezeichnet, um die Gefahren des Glücksspiels und auch des Müßiggangs zu verdeutlichen. Der niederländische Sänger Bruce Low thematisierte Das Kartenspiel 1974 mit etwas religiöser Konnotation.

## Geschichte

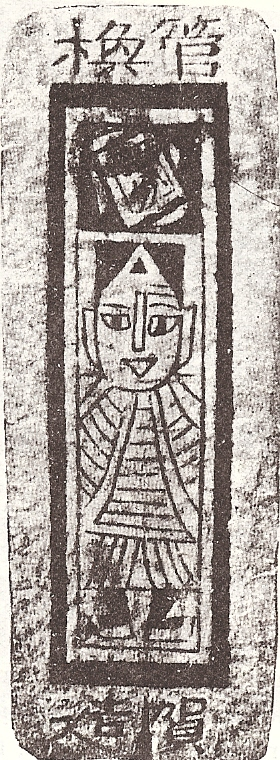
Chinesische Spielkarte von etwa 1400

Spielkarten haben ihren Ursprung in Ostasien. Spielkarten entstanden wahrscheinlich erst im 12. bis 13. Jahrhundert, und die frühesten Spielkarten sind in Korea und China des 12. Jahrhunderts nachweisbar. Frühe Abbildungen zeigen, dass die Karten ursprünglich gefaltet und nicht gefächert gehalten wurden, wodurch man annimmt, dass anfangs nur Glücksspiele, nicht aber Kombinationsspiele gespielt wurden. Von China kommend, wurden Spielkarten nach Indien und Persien sowie in die arabischen Länder gebracht und kamen danach auch nach Europa, wo sie anfänglich in Italien und Frankreich bekannt wurden.
In Europa sind Spielkarten seit dem späten 14. Jahrhundert in Italien und später auch in Frankreich überliefert. Das erste beweiste Kartenspiel, das französische Ronfle, wurde schon 1414 erwähnt und ist deshalb vermutlich das älteste bekannte Kartenspiel Europas. Kurz danach (1426) tauchte Karnöffel in Nürnberg auf, das noch heute in einiger Varianten gespielt wird. Im 15. und 16. Jahrhundert bildeten sich die heute bekannten Spielkartenblätter heraus, wobei das französische, das deutsche und das spanische Blatt die größte Verbreitung erlangten. Viele bekannte Kartenspiele entstanden in Frankreich und breiteten sich ab dem 17. und 18. Jahrhundert nach Deutschland und in andere Regionen aus, darunter Bassette und dessen Weiterentwicklung Pharo sowie Piquet und L’Hombre. Ende des 18. Jahrhunderts kamen die modernen doppelköpfigen Spielkarten auf und ab dem 19. Jahrhundert wurden auch die Rückseiten der Spielkarten bedruckt, wobei sie bei frühen Karten marmoriert und später mit Punkt- und Strichmustern sowie schließlich mit der auch heute noch üblichen schottischen Karierung gestaltet wurden. Zu dieser Zeit wurden Spiele wie Skat, Whist und Bridge entwickelt, im frühen 20. Jahrhundert folgten Canasta und Rommé.

## Allgemeine Spieleigenschaften

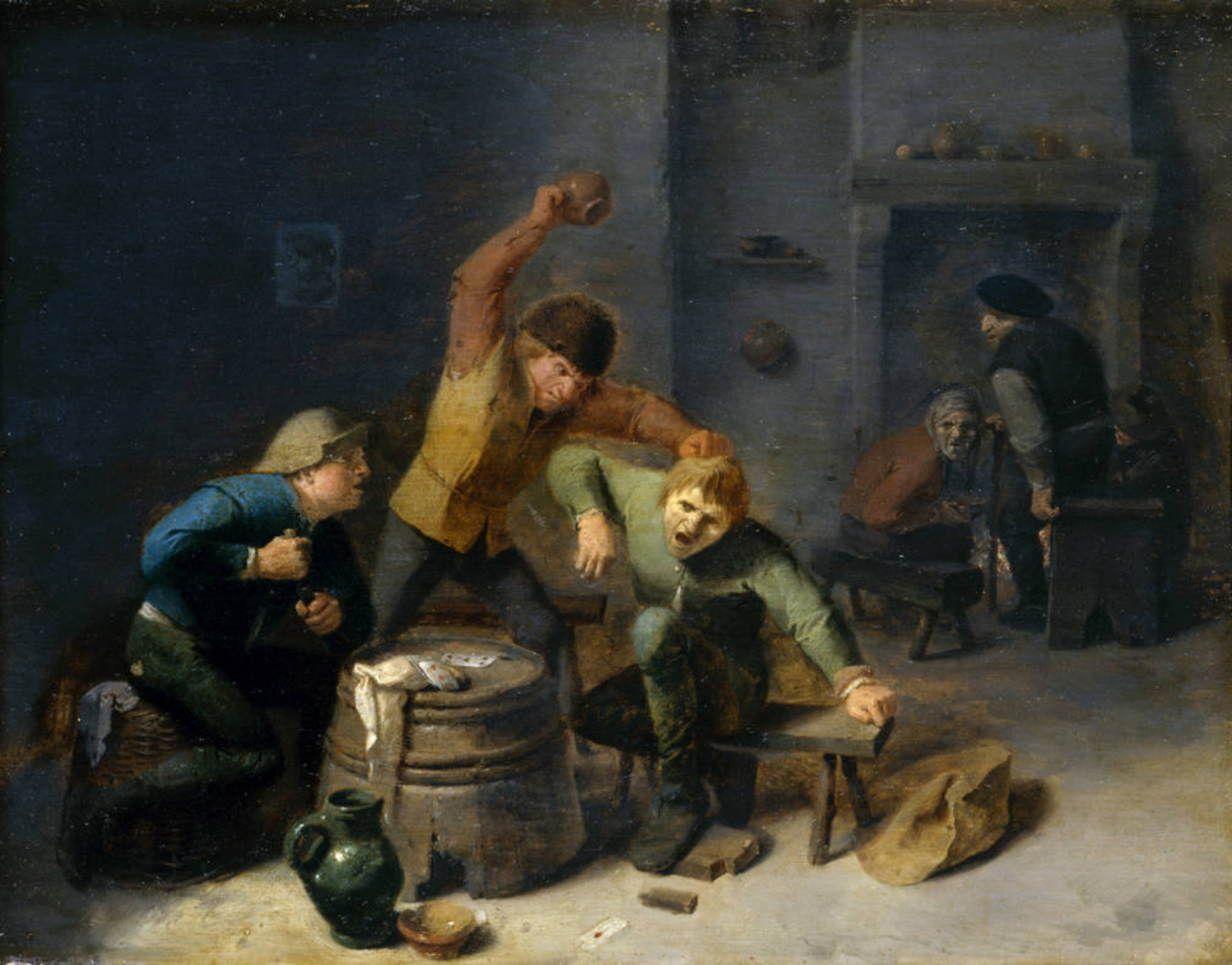
Adriaen Brouwer: Rauferei beim Kartenspiel (Gemälde um 1630)

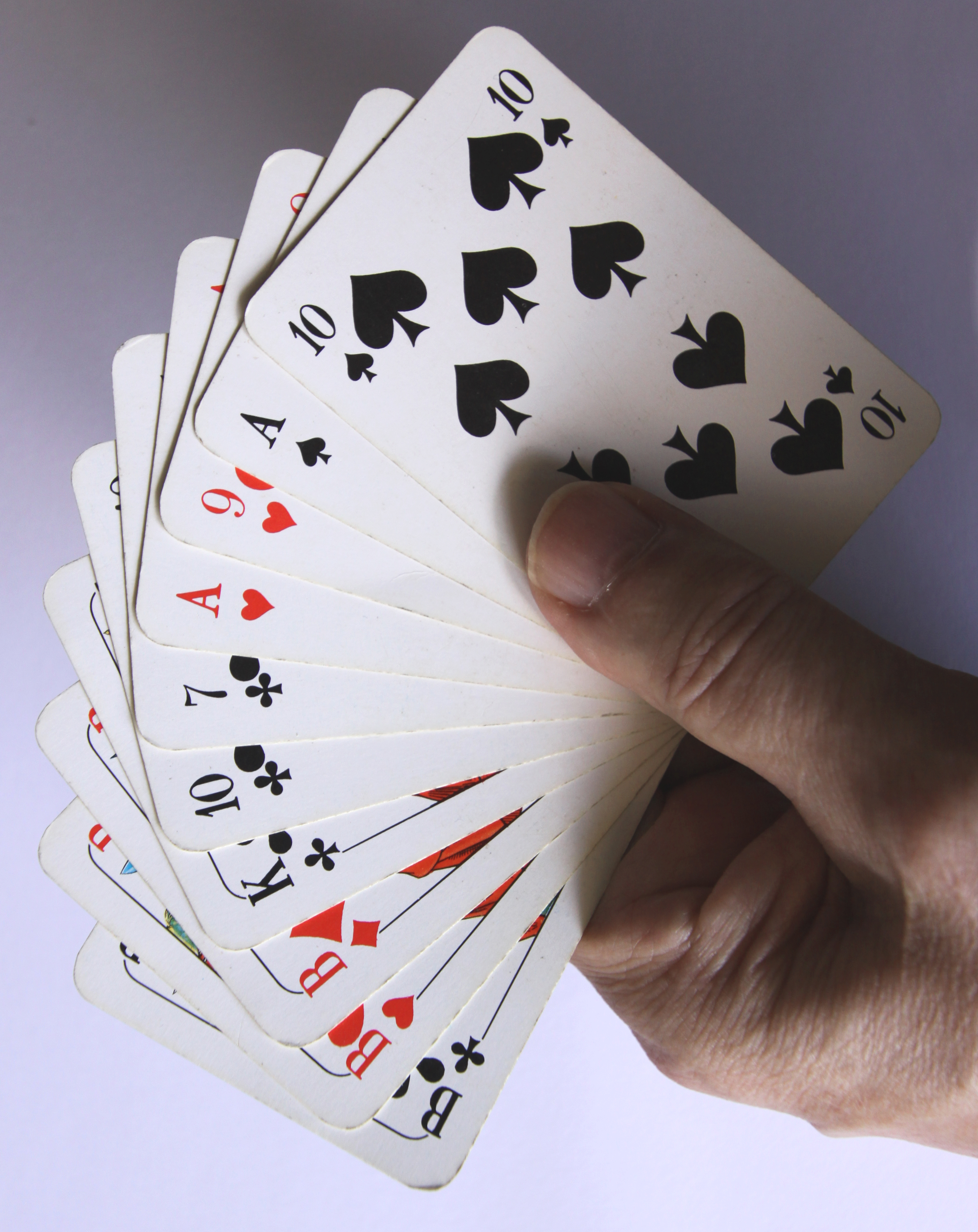
Gestecktes Skatblatt

Unabhängig von den individuellen Regeln der einzelnen Spiele gibt es eine Reihe Eigenschaften, die alle Kartenspiele gemeinsam haben. So gibt es ein – zumindest bei sehr formalem Spiel – angewendetes Verfahren zum Auslosen der Sitzplätze bzw. Partnerschaften, dieses wird auch angewendet, um festzustellen, wer als erster gibt.
Vor jedem einzelnen Spiel müssen die Karten gemischt und sodann abgehoben werden. Gegeben wird – falls nichts anderes verlangt ist, vgl. etwa die Schafkopffamilie (Skat, Doppelkopf, Schafkopf) oder Rommé – grundsätzlich einzeln, wobei sich der Kartengeber (Teiler) jeweils als letzter bedient. Die Spieler dürfen meist erst dann ihre Karten aufnehmen, wenn das Geben korrekt abgeschlossen ist. Die Karten werden in der Regel verdeckt gehalten, so dass jeder Mitspieler nur seine eigenen Karten kennt.
Bei den meisten Kartenspielen nehmen die Spieler die Karten nach dem Geben einzeln auf und sortieren sie in ihrer Kartenhand („Stecken“), wobei geübte Spieler häufig auf eine erkennbare Ordnung verzichten, um beim Spiel ihre Kartenhand nicht unfreiwillig erratbar zu machen.
Die Reihenfolge der Spieler wird bei den einzelnen Spielen sehr unterschiedlich gehandhabt. Heute wird mehrheitlich im Uhrzeigersinn gespielt; vor allem ältere Spiele und Spiele italienisch-spanischen Ursprungs werden jedoch gegen den Uhrzeiger gespielt, etwa Tarock oder Baccara. Canasta wird in Lateinamerika, Spanien und Portugal im Gegenuhrzeigersinn, in Angloamerika, Großbritannien und den meisten kontinentaleuropäischen Ländern jedoch im Uhrzeigersinn gespielt. Wenn die individuellen Regeln nichts anderes sagen, so beginnt bei einem im Uhrzeigersinn gespielten Spiel der Spieler zur Linken des Gebers (sogenannte Vorhand) – das gilt aber z. B. nicht für Bridge, wo der Geber das Gebot eröffnet.

## Spielarten

### Ablegespiele
Ziel dieser Spiele ist in der Regel das schnellstmögliche Ablegen aller Handkarten. Die bekanntesten sind Mau-Mau und Uno. Die Werte der Karten (Zahl, Farbe) können Einfluss auf den Spielverlauf haben, sind für die Ermittlung des Siegers in der Regel aber ohne Bedeutung. Die Grundregel besagt meist, dass die abzulegende Karte in Kartenwert oder Kartenfarbe mit der zuletzt offen liegenden Karte übereinstimmt. Weitere Beispiele sind:
| - Arschloch - Bauernheinrich - Bullshit - Durak - Einundfünfzig - Elfer raus! - Gin Rummy - Hund - Ligretto | - Kaschlan - Kuku - Mao - MAD-Kartenspiel - Nain Jaune - Rummy - Schummellieschen - Schweinchen | - Shithead - Skip-Bo - Solo - Stress - Zank-Patience |

### Stichspiele

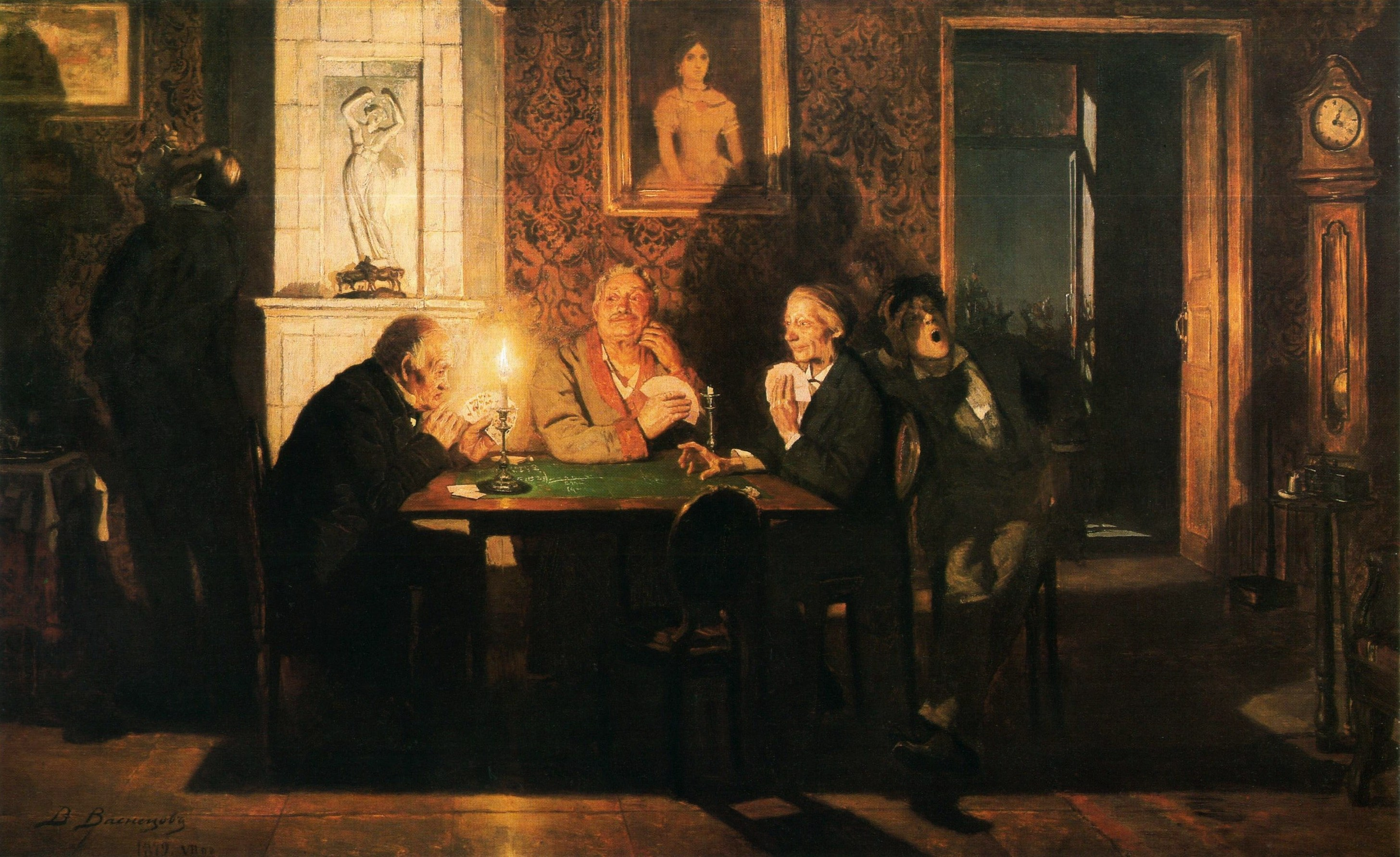
Wiktor Michailowitsch Wasnezow: Die Préférence

Bei Stichspielen ist das Ziel, möglichst viele Stiche zu sammeln. Das weltweit verbreitetste Stichspiel ist sicher Bridge und seine Variationen. Die Kartenwerte ermitteln zwar den Gewinner eines Stichs, doch wird der Sieger einer Runde nur über die von ihm erzielte Stichanzahl ermittelt. Häufig werden viele Runden gespielt. Weitere Beispiele:
| - Boston - Brandeln - Briscola - Deutsches Solo (Sollo) - Écarté - Latinern - L’Hombre - Préférence - Rosbiratschka | - Schröömen (Siwweströöm, Tuppen) - Sixte - Sizette - Truco - Wallachen (auch Walachen, Wallachern oder Säbeln) - Watten - Wippen - Whist - Zwicken |

Teilweise entscheidet auch eine vorherige Ansage über den Verlauf des Spielgeschehens, über den Wert einzelner Karten (Trumpf) oder sogar über den Sieg. So ist die Ansage bei folgenden Spielen wichtig:
- Bridge
- Jass (beim Differenzler)
- Klammern
- Rage
- Skat
- Schafkopf
- Solo Whist
- Stiche-Raten
- Wizard

### Augenspiele
Bei Augenspielen ist das Ziel, möglichst viele Kartenpunkte („Augen“) zu sammeln. Dies geschieht häufig auch durch Stiche, deren erreichte Anzahl hier aber unerheblich ist. Wichtige Vertreter im deutschsprachigen Raum sind Doppelkopf, Schafkopf und Skat (beim Farbspiel oder Grand); auch Tarock (es wird in vielen regionalen Varianten gespielt) gehört zu den Augenspielen.
Weitere Beispiele:
| - Bauerchen - Bauernschnapsen - Bayerisches Tarock - Bézique - Blattla - Brixentaler Bauerntarock - Canasta, Samba-Canasta - Cego - Gaigel | - Jass - Rommé - Russisches Schnapsen - Sechsundsechzig bzw. Schnapsen - Sechsundfünfzig (südindisches Kartenspiel) - Tapp - Tarock-Varianten wie Französisches Tarock, Königrufen, Tapp-Tarock, Zwanzigerrufen und Neunzehnerrufen. - Tausendundeins - Zensern |

Eine andere Art von Spiel-Varianten verlangt, möglichst wenig Stiche oder Kartenpunkte zu sammeln:
- Skat (beim Ramsch)
- Hearts bzw. Die schwarze Katze
- Herzeln
- Jass (bei der Misère)
- King Louis (beim Ramsch/Hoschi)

### Sammelspiele
Hier ist das Sammeln möglichst vieler Karten oder Kartenkombinationen ein entscheidendes Spielkriterium, wobei der Wert der einzelnen Karten entweder nicht gezählt wird oder nicht über den Sieg entscheidet. Beispiele sind Leben und Tod, Schwarzer Peter und das Quartett-Spiel.

### Raubspiele
Bei Raubspielen werden offene Karten mit Handkarten „erbeutet“. Beispiele sind Casino und Hurrikan.

### Wettspiele
- Baccara und Macao
- Bieten
- Black Jack und Siebzehn und Vier
- Poker mit seinen Varianten Draw Poker, Five Card Stud und Seven Card Stud, Texas Hold’em und Omaha, Pai Gow Poker, weiters die Bankhalterspiele Tropical Stud und Easy Poker, sowie die Poker-Vorläufer Bouillotte (Brelan), Brag und Poch, und das verwandte Einundvierzig (Färbeln)

### Anlegespiele
Ziel ist es hier möglichst viele Karten nach einem festen Schema anzulegen:
- Fan Tan
- Herzeln (bei der Legerunde)
- Patiencen
- Planetenspiel

### Sonstige
Eine Einteilung kann, sobald unterschiedlichste Zusatzregeln zum Einsatz kommen, nicht immer eindeutig sein. Folgende Spiele lassen sich nicht eindeutig einem Typ zuordnen:
- Binokel
- Brag
- Cribbage
- Fluxx
- Jass
- Piquet
- Poch
- Quodlibet
- Schwimmen
- Scopa (gemischtes Abrechnungssystem)
- Trappola (oder Bulka)
- Xeri oder Diloti

## Kartenglücksspiel

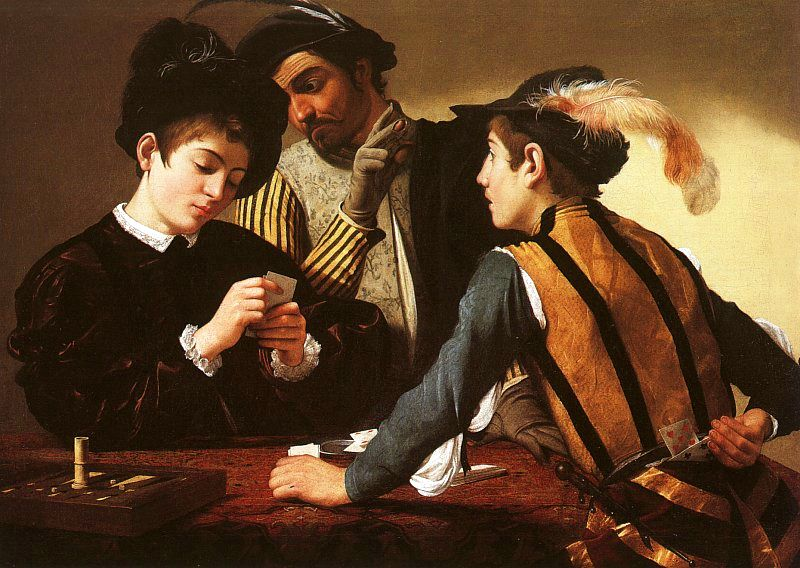
Michelangelo Merisi da Caravaggio: Die Falschspieler (Gemälde um 1594)

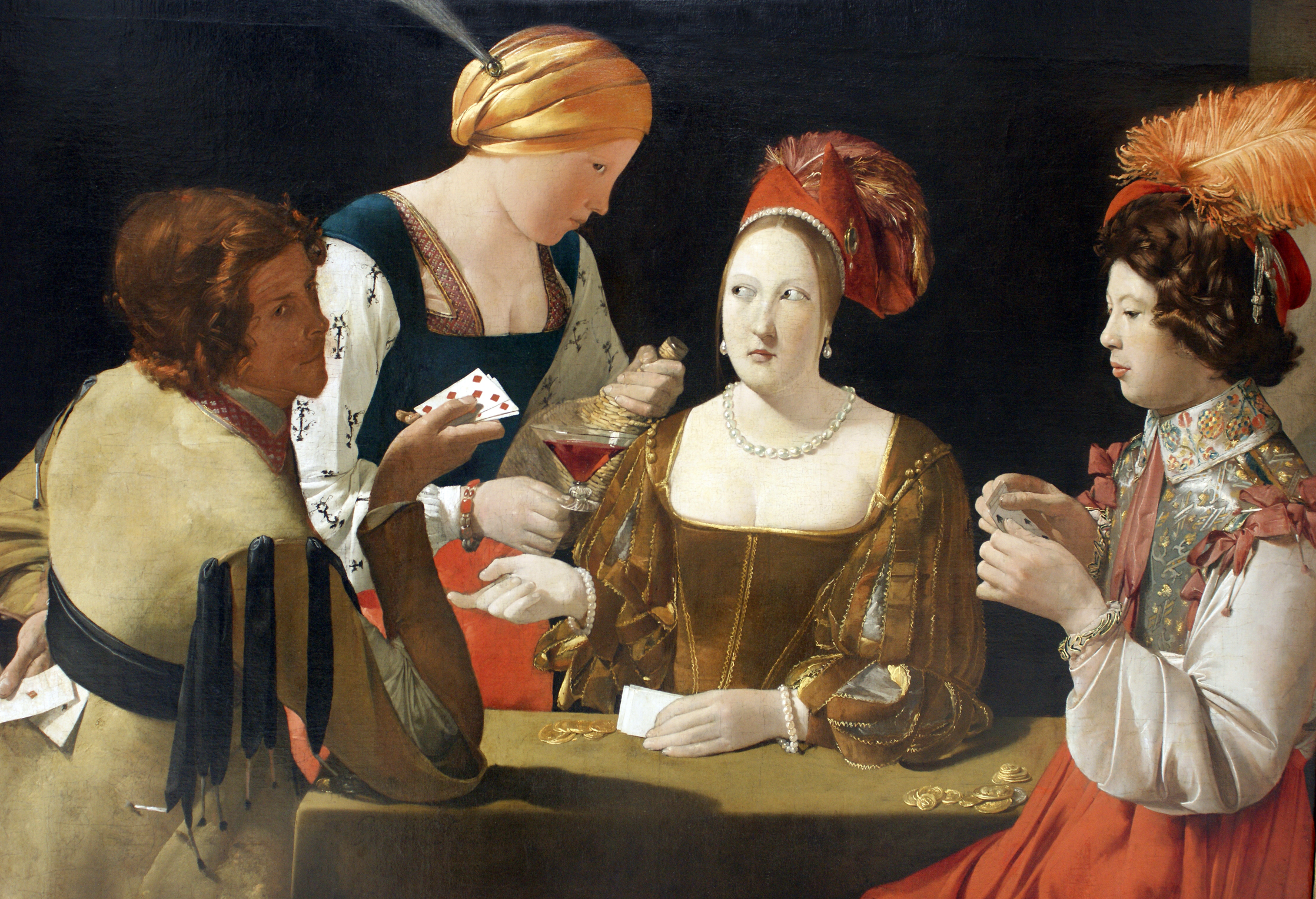
Georges de la Tour: Der Falschspieler mit dem Karo-Ass

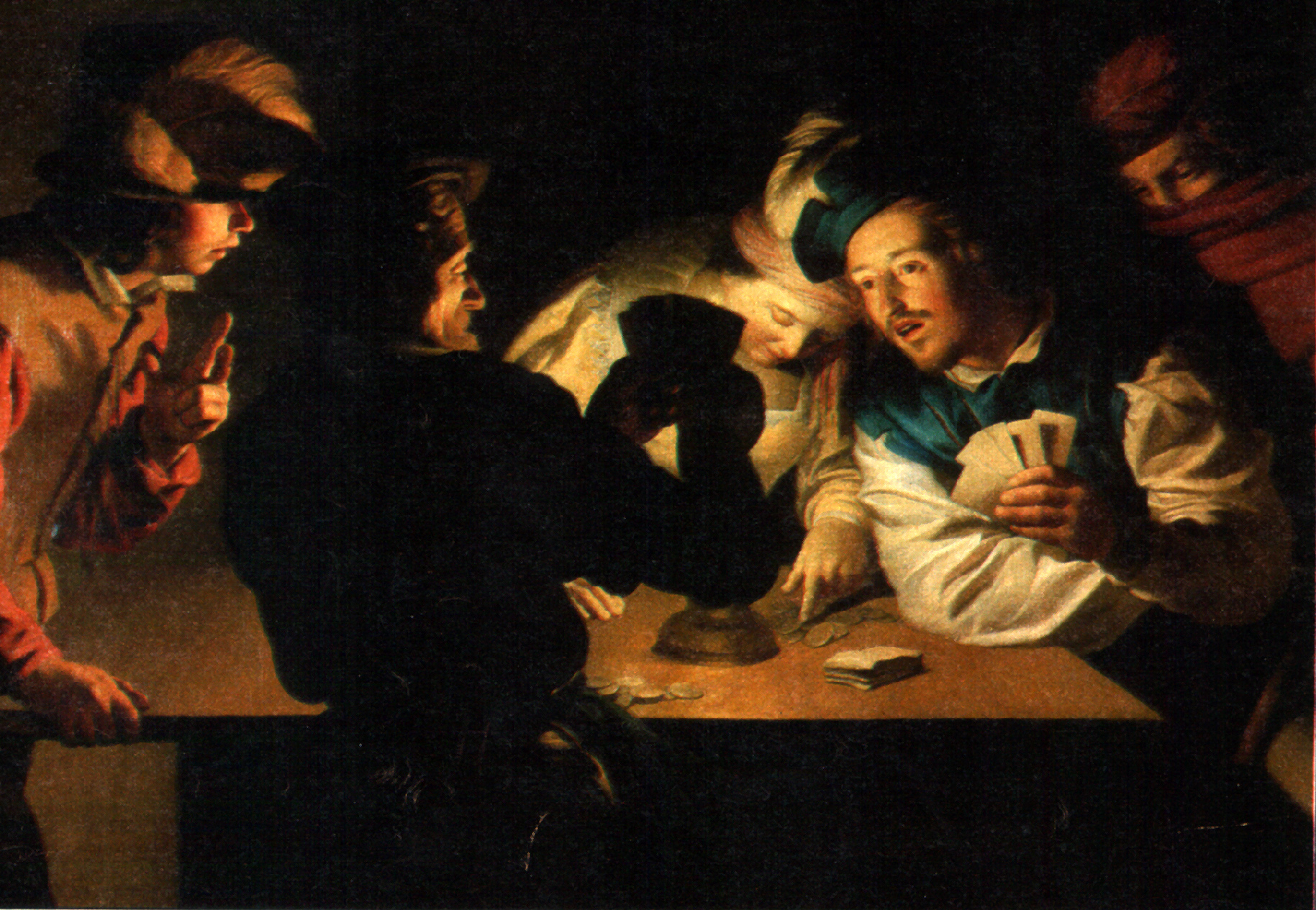
Gerrit van Honthorst: Die Falschspieler

Der Gebrauch von Spielkarten für reines Hazardspiel (Risikospiel/Glücksspiel), der bis ins 18. Jahrhundert verbreitet war, ist heute vor allem in Spielkasinos anzutreffen; dort werden moderne Kartenglücksspiele wie Black Jack, Baccara und Red Dog gespielt.
In der Vergangenheit war das Kartenspiel Pharo oder auch Faro (von Pharao) in Spielsalons, Clubs und Spielgesellschaften in Europa und später in den Spielsalons der amerikanischen Goldgräber sehr verbreitet und beliebt. Varianten sind Tempeln und Meine Tante, deine Tante, historische Vorläufer sind Landsknecht und Bassette. Heute wird es kaum noch gespielt; ebenso die alten Kasinospiele Rouge et noir und Trente et quarante.
Als Kuriosum sei hier auch die Tontine erwähnt, ein der gleichnamigen frühen Form der Lebensversicherung nachempfundenes Kartenglücksspiel.
Das ebenfalls weitgehend als Glücksspiel geltende Stichspiel Écarté war in den Spielsalons des 19. Jahrhunderts weit verbreitet und als Spiel um sehr hohe Einsätze bekannt; seine Nachfolger, wie Ramso, wurden bis in die 1950er-Jahre in Clubs gespielt. Daneben gibt es eine Vielzahl weniger bekannter Kartenglücksspiele, z. B.
- Blüchern,
- Kameruner Skat,
- Schlesische Lotterie oder Bullermännchen,
- Gottes Segen bei Cohn, und zahlreiche Varianten hiervon mit unterschiedlichen Namen Häufeln, Polnische Bank, Russisches Roulette (letzteres als Kartenspiel, nicht zu verwechseln mit dem bekannten „Revolverspiel“).
- Charakir

Eine Reihe weitgehend glücksabhängiger Stichspiele mit einem gemeinsamen Grundprinzip wie Mauscheln und Tippen (Dreiblatt) sowie verwandte Spiele wie Mistigri und Loo haben auch zeitweise Berühmtheit erreicht. Auch das alte englische Kneipenspiel Nap kann hier mit erwähnt werden. Weiterhin Hoggenheimer, die Black-Jack-Vorläufer Vingt et un, engl. Pontoon oder dt. Siebzehn und Vier, sowie auch Trente et un, Macao und das englische Newmarket.
Die Poker-Vorläufer, wie das alte deutsche Poch oder das französische Poque und das dem Poker ähnliche, jedoch ältere englische Brag, kommen als Spiele mit Wettcharakter und weitgehender Glücksabhängigkeit des Spielausgangs hinzu.

## Kartenspiele als Lernspiele
Viele herkömmliche Kartenspiele fordern und trainieren Eigenschaften wie Konzentration, Aufmerksamkeit, Kurzzeitgedächtnis und strategisches Denken. Logische Spiele wie Set oder mathematische Spiele wie Elfer raus! können Kindern Logik bzw. Zahlenverständnis nahebringen. In der wissensdurstigen Barockzeit entstanden viele Lehrkartenspiele. Unter ihren Autoren waren Dichter wie Erasmus Finx und Georg Philipp Harsdörffer.
Eine weitere Variante sind Quartettspiele und Schwarzer Peter, die in der Regel ebenfalls Wissen vermitteln. Im ironischen Sinne kann man 32 heb auf auch als Lernspiel bezeichnen.

## Spiele mit eigenem Blatt
Neben den Spielen mit klassischen Blättern gibt es heute auch viele Spiele mit speziellen Karten. Dabei handelt es sich häufig um Autorenspiele mit vielfältigen Spielmechanismen. Gelegentlich überschreiten sie die Grenze zum Brettspiel, wenn die Spielkarten als eine Art Spielbrett benutzt werden. Der à la carte Kartenspielpreis zeichnet das jeweils beste Spiel eines Jahres aus.
Im Gegensatz zu den traditionellen Spielen sind die Karten der Verlagsausgabe und die Spielregeln von einem Spieleautor durch das Urheberrecht geschützt.
Beispiele:
| - 6 nimmt! (Amigo) - Autoquartett (verschiedene Spielehersteller, z. B. ASS Altenburger) - Bohnanza (Amigo) - Die Siedler von Catan – Das Kartenspiel (Kosmos Spiele-Galerie) - Dominion - Elfer raus! - Fluxx - Halli Galli (Amigo) - Hol’s der Geier - Illusion | - Ligretto - Munchkin - Mü & mehr - Ohne Furcht und Adel (Hans im Glück Verlag) - Rage (Amigo) - San Juan (Ravensburger Spieleverlag) - Set - Uno (Mattel) - Verräter (Adlung-Spiele) - Wizard |

Eine völlig eigene Kategorie bilden die Sammelkartenspiele wie etwa Magic: The Gathering. Auch bei Brettspielen oder Würfelspielen können Spielkarten beteiligt sein. In den meisten Fällen dienen sie hier jedoch zur Beeinflussung des Spielverlaufs – zum Beispiel als Würfelersatz in Form von Ereigniskarten – oder sie repräsentieren Objekte, die im Spielverlauf eingesetzt werden können, etwa Rohstoffe oder Spielgeld.

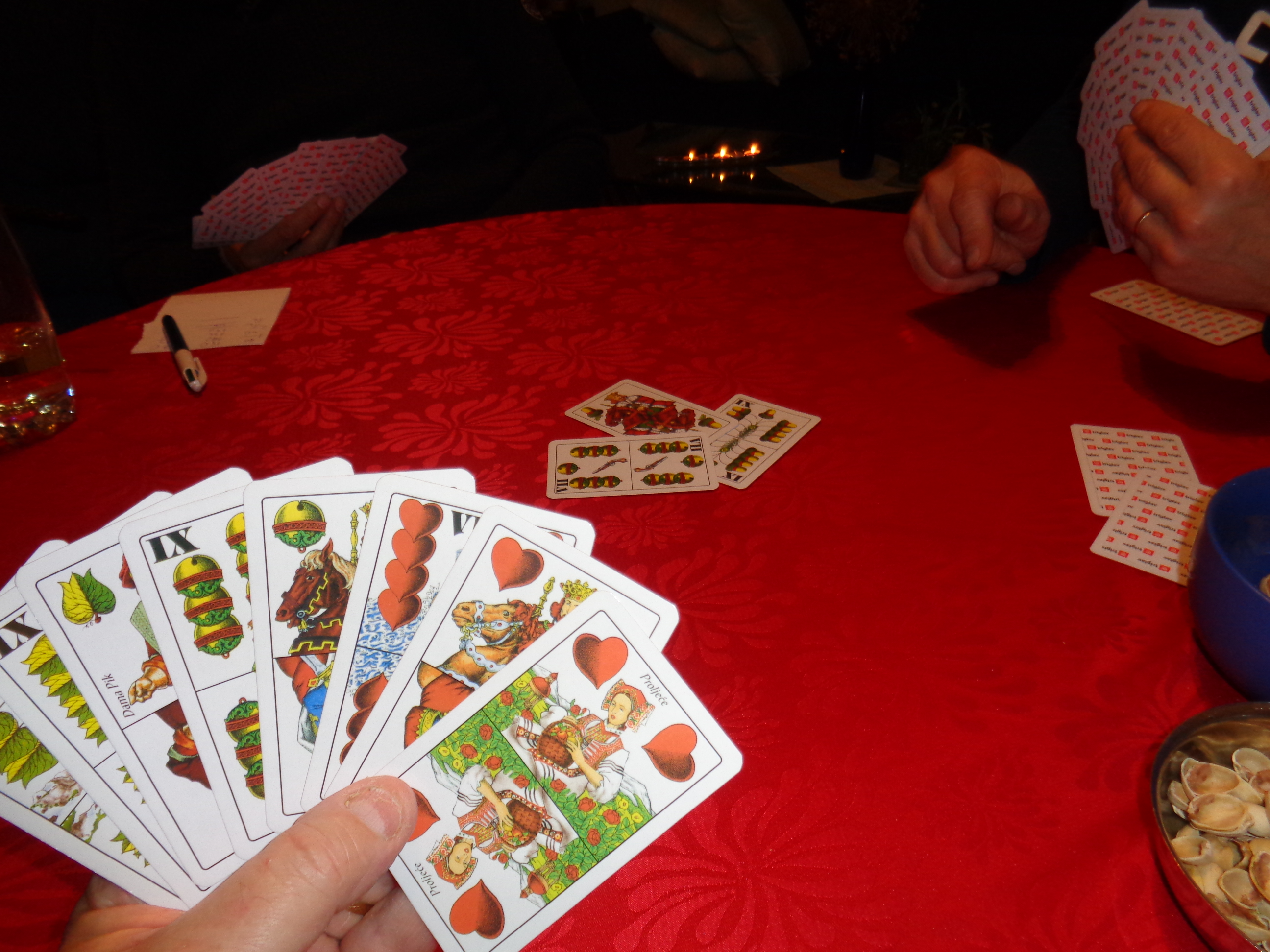
Die Préférence-Spieler beim Spiel